# Hoa hậu Toàn cầu
Hoa hậu Toàn cầu (tiếng Anh: Miss Global) là cuộc thi sắc đẹp quốc tế được thành lập vào năm 2013. Hoa hậu Toàn cầu là một trong những cuộc thi quốc tế chấp nhận các bà mẹ đơn thân nên là cuộc thi có giới hạn độ tuổi rộng thứ hai thế giới, từ 18 đến 35 tuổi, chỉ sau Hoa hậu Hoàn vũ.
Đương kim Hoa hậu Toàn cầu 2024 là Nguyễn Đình Như Vân đến từ Việt Nam. Cô được trao vương miện bởi Ashley Melendez đến từ Puerto Rico vào ngày 9 tháng 3 năm 2025.

## Lịch sử
Hoa hậu Toàn cầu được tổ chức lần đầu tiên vào năm 2013 với Redondo Beach, California, Hoa Kỳ là thành phố đăng cai. Phiên bản đầu tiên của cuộc thi sắc đẹp Hoa hậu Toàn cầu được tổ chức vào ngày 3 tháng 8 năm 2013 tại Trung tâm Biểu diễn Nghệ thuật Redondo Beach ở Redondo Beach, California, Hoa Kỳ.

## Tổ chức
| Năm  | Ấn bản                                      | Diễn ra                                     | Địa điểm                                                                | Tổ chức                                     | Thí sinh                                    |
| ---- | ------------------------------------------- | ------------------------------------------- | ----------------------------------------------------------------------- | ------------------------------------------- | ------------------------------------------- |
| 2013 | Lần 1                                       | 3 tháng 8                                   | Trung tâm biểu diễn nghệ thuật Redondo Beach, Redondo Beach, California | Hoa Kỳ                                      | 36                                          |
| 2014 | Lần 2                                       | 19 tháng 12                                 | Crown Princess, Los Angeles, California                                 | Hoa Kỳ                                      | 21                                          |
| 2015 | Lần 3                                       | 24 tháng 10                                 | Trung tâm Biểu diễn Nghệ thuật Newport, Resorts World Manila, Manila    | Philippines                                 | 44                                          |
| 2016 | lần 4                                       | 24 tháng 9                                  | Trung tâm Hội nghị Quốc tế Philippine, Manila                           | Philippines                                 | 40                                          |
| 2017 | Lần 5                                       | 17 tháng 11                                 | Nhà hát Koh Pich, Phnôm Pênh                                            | Campuchia                                   | 60                                          |
| 2018 | Lần 6                                       | 11 tháng 2, 2019                            | Trung tâm Hội nghị Quốc tế Philippine, Resorts World Manila, Manila     | Philippines                                 | 41                                          |
| 2019 | Lần 7                                       | 18 tháng 1, 2020                            | Thính phòng Guelaguetza, Oaxaca                                         | México                                      | 55                                          |
| 2020 | Cuộc thi không tổ chức do Đại dịch COVID-19 | Cuộc thi không tổ chức do Đại dịch COVID-19 | Cuộc thi không tổ chức do Đại dịch COVID-19                             | Cuộc thi không tổ chức do Đại dịch COVID-19 | Cuộc thi không tổ chức do Đại dịch COVID-19 |
| 2021 | Lần 8                                       | 11 tháng 6, 2022                            | Bali Nusa Dua Convention Center (BNDCC), Bali                           | Indonesia                                   | 62                                          |
| 2022 | Lần 9                                       | 11 tháng 6, 2022                            | Bali Nusa Dua Convention Center (BNDCC), Bali                           | Indonesia                                   | 62                                          |
| 2023 | Lần 10                                      | 18 tháng 1, 2024                            | Corona Resort & Casino Phú Quốc, Phú Quốc, Kiên Giang (Bán kết)         | Việt Nam                                    | 69                                          |
| 2023 | Lần 10                                      | 18 tháng 1, 2024                            | Bayon TV Steung Meanchey Studio, Phnôm Pênh (Chung kết)                 | Campuchia                                   | 69                                          |
| 2024 | Lần 11                                      | 9 tháng 3, 2025                             | MCC Hall, The Mall Lifestore Ngamwongwan, Nonthaburi                    | Thái Lan                                    | 62                                          |

## Hoa hậu và Á hậu
| Năm     | Hoa hậu Toàn cầu                 | Á hậu                                 | Á hậu                               | Á hậu                                   | Á hậu                            |
| Năm     | Hoa hậu Toàn cầu                 | Á hậu 1                               | Á hậu 2                             | Á hậu 3                                 | Á hậu 4                          |
| ------- | -------------------------------- | ------------------------------------- | ----------------------------------- | --------------------------------------- | -------------------------------- |
| 2013    | Emily Kiss · Canada              | Emilia Zoryan · Armenia               | Joanna Hill · Anh Quốc              | Apneet Mann · Ấn Độ                     | Reine Abahala · Gabon            |
| 2014    | Ela Mino · Canada                | Elise Natalie Duncan · Úc             | Catherine Almirante · Philippines   | Aizhan Lighg · Kazakhstan               | Benazir Thaha · Sri Lanka        |
| 2015    | Jessica Peart · Úc               | Virginia Prak · Campuchia             | Lorna Murphy · Ireland              | Gergana Doncheva · Bulgaria             | Mary Candice Ramos · Philippines |
| 2016    | Ángela Bonilla · Ecuador         | Camille Jensen Hirro · Philippines    | Caitlynn Henry · Úc                 | Nikola Bechyňová · Cộng hòa Séc         | Britt Rekkedal · Na Uy           |
| 2017    | Barbara Vitorelli · Brasil       | Tenielle Adderley · Bahamas           | Selina Kriechbaum · Đức             | Ayan Said · Somaliland                  | Lily Wu · Trung Quốc             |
| 2018    | Sophia Ng · Hồng Kông            | Amber Lynn Bernachi · Canada          | Tamila Khodjaeva · Uzbekistan       | Seydina Allen · Haiti                   | Pamela Lee Urbina · Hoa Kỳ       |
| 2019    | Karolína Kokešová · Cộng hòa Séc | Hany Portocarrero Novoa · Peru        | Adrielle Pieve de Castro · Brazil   | Riza Raquel Santos · Philippines        | Mikaela-Rose Fowler · Úc         |
| 2021    | Jessica Da Silva · UAE           | —                                     | —                                   | —                                       | —                                |
| 2022    | Shane Tormes · Philippines       | Sandra Lim · Malaysia                 | Brooke Rankin · Úc                  | Sandra Boris · Lithuania                | Natalia Gurgel · Brazil          |
| 2023    | Ashley Melendez · Puerto Rico    | Haylani Pearl Mataupu Kuruppu · Samoa | Chonnikarn Supittayaporn · Thái Lan | Louise Katrina Pearl Hung · Philippines | Đoàn Thu Thủy · Việt Nam         |
| 2024/25 | Nguyễn Đình Như Vân · Việt Nam   | Keri-Ann Greenwood · Jamaica          | Ediris Rivera · Puerto Rico         | Lindsay Lauren Becker · Hoa Kỳ          | Xena Ramos · Philippines         |

## Số lần chiến thắng

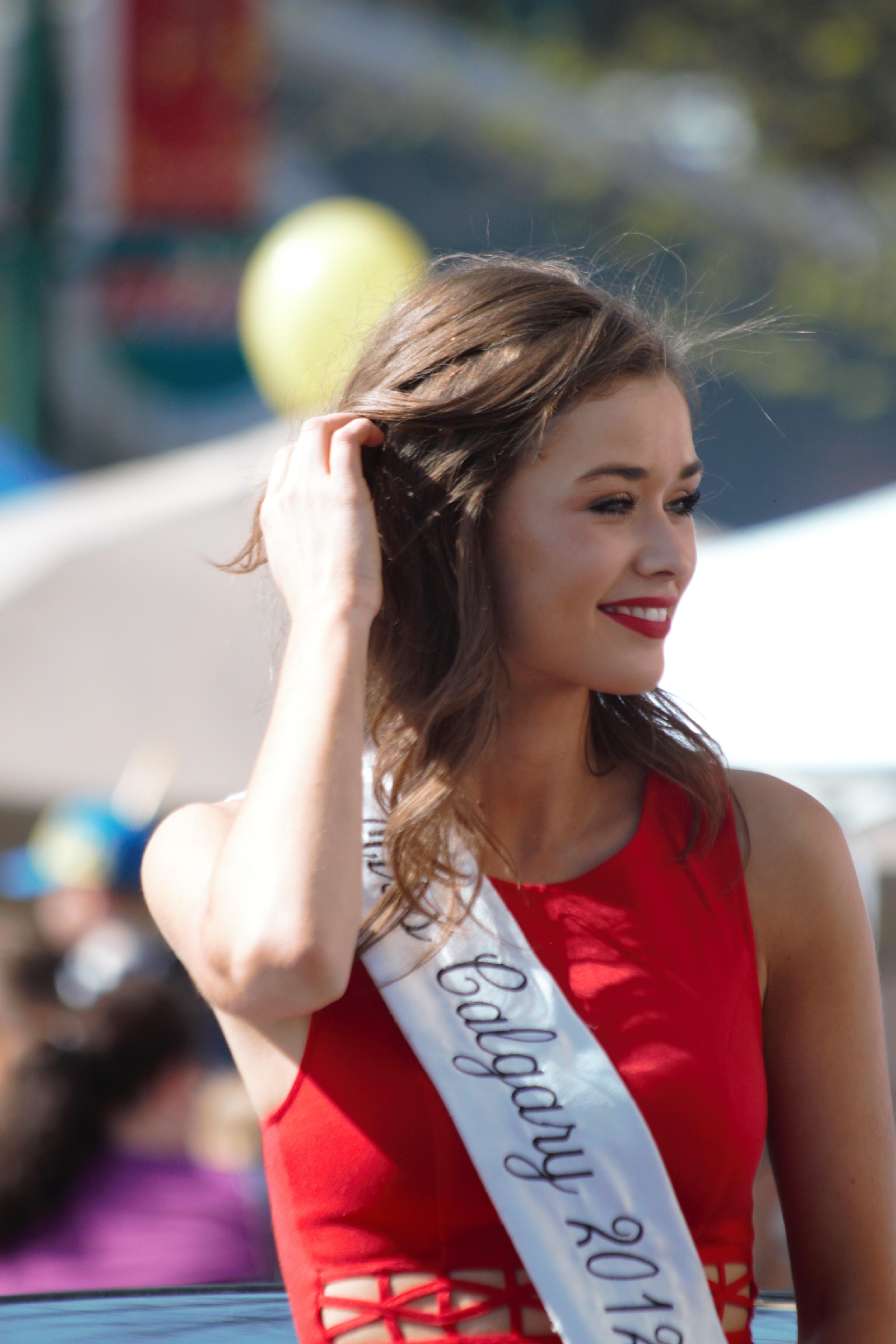
Hoa hậu Toàn cầu 2014
Ela Mino, Canada

| Quốc gia     | Số lần | Vào các năm |
| ------------ | ------ | ----------- |
| Canada       | 2      | 2013, 2014  |
| Việt Nam     | 1      | 2025        |
| Puerto Rico  | 1      | 2023        |
| Philippines  | 1      | 2022        |
| UAE          | 1      | 2021        |
| Cộng hòa Séc | 1      | 2019        |
| Hong Kong    | 1      | 2018        |
| Brazil       | 1      | 2017        |
| Ecuador      | 1      | 2016        |
| Úc           | 1      | 2015        |

## Đại diện Việt Nam
| Năm  | Tên                                         | Danh hiệu                                   | Quê quán                                    | Thứ hạng                                    | Giải thưởng đặc biệt                        |
| ---- | ------------------------------------------- | ------------------------------------------- | ------------------------------------------- | ------------------------------------------- | ------------------------------------------- |
| 2013 | Trần Ngọc Nguyên Khánh                      | Á hoàng Cà Phê Việt Nam 2013                | Thành phố Hồ Chí Minh                       | Top 20                                      | Miss Talent                                 |
| 2014 | Trâm Tô                                     |                                             | Texas                                       | Không đạt giải                              | Không                                       |
| 2015 | Huỳnh Thị Yến Nhi                           |                                             | Thành phố Hồ Chí Minh                       | Top 20                                      | Không                                       |
| 2016 | Nguyễn Khánh Vy                             |                                             | Los Angeles                                 | Không đạt giải                              | Không                                       |
| 2017 | Vindy Krejčí                                |                                             | Cộng hòa Séc                                | Top 20                                      | Miss Photogenic                             |
| 2018 | Trần Thị Thu Trang                          |                                             | Nam Định                                    | Không đạt giải                              | Không                                       |
| 2019 | Nguyễn Thị Mỹ Duyên                         | Nữ hoàng Trang sức Việt Nam 2017            | Bến Tre                                     | Top 11                                      | Không                                       |
| 2020 | Cuộc thi không tổ chức do Đại dịch COVID-19 | Cuộc thi không tổ chức do Đại dịch COVID-19 | Cuộc thi không tổ chức do Đại dịch COVID-19 | Cuộc thi không tổ chức do Đại dịch COVID-19 | Cuộc thi không tổ chức do Đại dịch COVID-19 |
| 2021 | Nguyễn Bích Trâm                            |                                             | Thành phố Hồ Chí Minh                       | Không tham gia cuộc thi                     | Không tham gia cuộc thi                     |
| 2022 | Đoàn Thị Hồng Trang                         | Hoa khôi Miền Trung 2016                    | Bình Thuận                                  | Top 25                                      | Không                                       |
| 2023 | Đoàn Thu Thủy                               | Hoa hậu Thể thao Việt Nam 2022              | Phú Thọ                                     | Á hậu 4                                     | Không                                       |
| 2025 | Nguyễn Đình Như Vân                         | Miss Global Vietnam 2024                    | Lâm Đồng                                    | Hoa hậu                                     | Không                                       |
| 2026 | Kiều Thị Thúy Hằng                          | Miss Global Vietnam 2025                    | Hà Nội                                      | Hoa hậu                                     | Không                                       |